# Nets of Destiny
Nets of Destiny er en britisk stumfilm fra 1924 instrueret af Arthur Rooke.

## Medvirkende
- Stewart Rome som Lawrence Averil
- Mary Odette som Marion Graham
- Gertrude McCoy som Constancae
- Cameron Carr som Reingold
- Judd Green som Menzies
- Reginald Fox som Pat Dwyer
- Benson Kleve som Jack Menzies
- James English